# Biblioteca de Wolfgang Amadeus Mozart

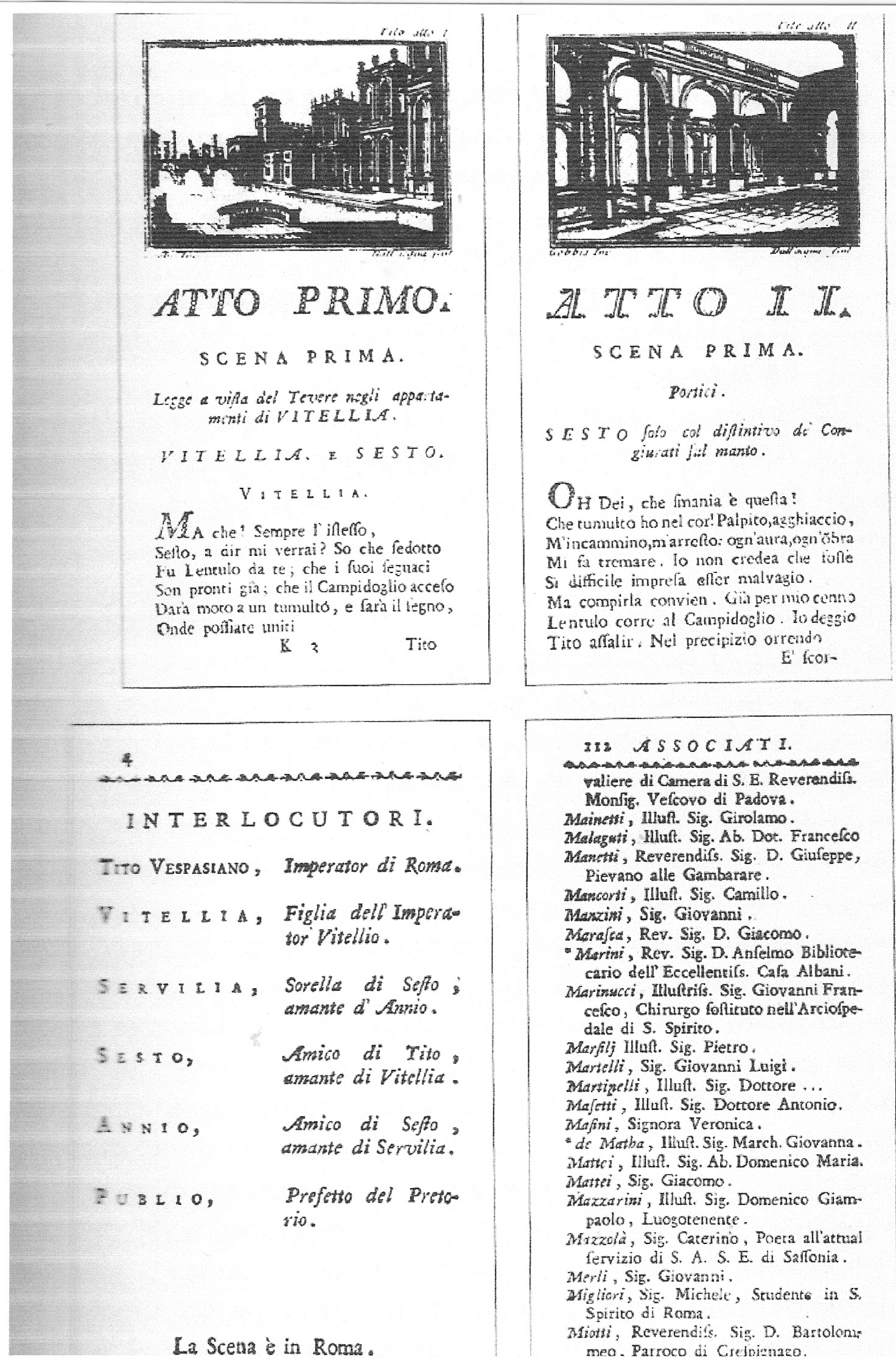
Cuatro páginas del libreto de Metastasio La clemenza di Tito. Esta edición, publicada en Venecia por A. Zatta, es la que poseía Mozart. En la página inferior izquierda aparecen los personajes, y en la página inferior derecha, se da una parte de la lista de suscriptores de la edición, entre ellos Caterino Mazzolà (el cuarto desde abajo), poeta de la corte de Dresde que adaptó y condensó para Mozart el largo libreto.

La biblioteca que poseía Wolfgang Amadeus Mozart en su domicilio estaba formada por un número variable de libros de temática diversa. En la actualidad, sabemos que Mozart sentía una gran afición por la lectura, de modo que en su vivienda solía disponer de una colección más o menos extensa de libros, especialmente sobre filosofía, novelas, teatro y libretos. La cantidad de éstos variaba en función del estado de la economía familiar.

## La afición por la lectura
Tras la muerte del compositor, el matrimonio de editores y músicos londinense Vincent y Mary Novello viajaron hasta Salzburgo en 1829 para visitar a la viuda de Mozart, Constanze Weber, que entonces vivía en la ciudad natal de su marido. El objetivo era entrevistarse con Constanze, para conocer de primera mano datos de la vida del compositor, para la biografía que se proponían redactar de él.
Gracias a esta entrevista, sabemos a ciencia cierta que Mozart era muy aficionado a la lectura, especialmente a la obra de William Shakespeare y a la literatura de pensamiento de algún autor francés de la Ilustración, cuyo nombre Constanze no desveló por estar censurado dicho movimiento en los estados austriacos. A raíz de esa afición literaria, a Mozart, según Constanze, le atraían también la pintura y la escultura, y parece que él mismo cogió los lápices y los pinceles, como se deduce de un pequeño álbum que la viuda enseñó al matrimonio londinense.

## Cantidad y temática de sus últimos libros
Tras la muerte del compositor en diciembre de 1791, se confeccionó una Orden de Suspensión, que contenía una relación con todos los libros que había en casa de Mozart en la fecha. 
Así, sabemos que Mozart tenía una pequeña cantidad de libros de literatura alemana, poesía, historia, viajes, filosofía, teatro y libretos. Algunos de esos libros estaban en inglés o italiano, pero no había ninguno en francés (excepto libretos). Debió desprenderse de muchos volúmenes antes de diciembre de 1791, ya que en el inventario de la Orden de Suspensión faltan dos libros que sabemos que poseyó Mozart. El primero de estos libros era un diccionario italiano-alemán inscrito por Mozart dos veces, una en italiano («Questo Dizionario appartiene à me / Wolfgango Amadeo Mozart. 1785»), y otra en alemán («dieses Wörterbuch gehört mir. Wolfgang / Amadé Mozart. 1785»). El segundo consistía en una obra titulada Wochenblatt für Kinder zur angenehmen und lehrreichen Beschäftigung in ihren Freystunden, editado por Joseph May y Johann Strommer en Viena (1787 y 1788), del que Mozart era suscriptor. También debió de deshacerse de un gran número de partituras, aunque los tasadores oficiales no contaron sus composiciones autógrafas.
En su último domicilio, Mozart emplazaba sus libros en dos estanterías de madera blanda, situadas en su estudio, que daba a la Rauhensteingasse de Viena.